# 翼叶九里香
翼叶九里香（学名：Murraya alata）为芸香科九里香属下的一个种。

## 扩展阅读
- 維基物種上的相關：翼叶九里香